# Panamá en la Copa Mundial de Fútbol Sub-20 de 2011
La Selección de Panamá fue uno de los 24 equipos participantes en la Copa Mundial de Fútbol Sub-20 de 2011, torneo que se llevó a cabo entre el 29 y el 20 de agosto de 2011 en Colombia.
En el sorteo realizado el 27 de abril en Cartagena de Indias la Selección de Panamá quedó emparejada en el Grupo E junto con Austria, con quien debutará, Egipto y Brasil. No anotó ningún gol, pero sumo su primer punto en campeonato mundial de esta categoría

## Fase de grupos

### Tabla de posiciones
| Equipo  | Pts | PJ | PG | PE | PP | GF | GC | Dif |
| ------- | --- | -- | -- | -- | -- | -- | -- | --- |
| Brasil  | 7   | 3  | 2  | 1  | 0  | 8  | 1  | 7   |
| Egipto  | 7   | 3  | 2  | 1  | 0  | 6  | 1  | 5   |
| Panamá  | 1   | 3  | 0  | 1  | 2  | 0  | 5  | -5  |
| Austria | 1   | 3  | 0  | 1  | 2  | 0  | 7  | -7  |

## Partidos
| 29 de julio de 2011, 17:30 | Austria | 0:0     | Panamá | Estadio Olímpico Jaime Morón León, Cartagena                         |                                                                      |
|                            |         | Reporte |        | Asistencia: 11.466 espectadores Árbitro(s): Antonio Arias (Paraguay) | Asistencia: 11.466 espectadores Árbitro(s): Antonio Arias (Paraguay) |

| 1 de agosto de 2011, 17:00 | Egipto     | 1:0 (0:0) | Panamá | Estadio Metropolitano Roberto Meléndez, Barranquilla                    |                                                                         |
|                            | Hegazi 67' | Reporte   |        | Asistencia: 9.299 espectadores Árbitro(s): Kim Dong-Jin (Corea del Sur) | Asistencia: 9.299 espectadores Árbitro(s): Kim Dong-Jin (Corea del Sur) |

| 4 de agosto de 2011, 20:00 | Brasil                                       | 4:0 (2:0) | Panamá | Estadio Metropolitano Roberto Meléndez, Barranquilla                      |                                                                           |
|                            | Henrique 40' · Coutinho 45+1' 52' · Dudu 89' | Reporte   |        | Asistencia: 15.820 espectadores Árbitro(s): Mark Clattenburg (Inglaterra) | Asistencia: 15.820 espectadores Árbitro(s): Mark Clattenburg (Inglaterra) |